# Leucorhynchia caledonica
Leucorhynchia caledonica is een slakkensoort uit de familie van de Skeneidae. De wetenschappelijke naam van de soort is voor het eerst geldig gepubliceerd in 1867 door Crosse.